# Rufus (program)
Rufus – wolne i otwarte oprogramowanie do tworzenia dysków Live USB przeznaczone dla systemów Windows.